# Fiat 804
Fiat 804 je závodní vůz postavený italskou firmou FIAT v roce 1922 pro závody Grand Prix.

## Vznik a vývoj
Na začátku dvacátých let 20. století byl Fiat dominantním automobilem v závodech Grand Prix. Pro sezónu 1922 asociace AIACR (budoucí FIA) vyhlásila nové podmínky pro stavbu vozů pro závody Grand Prix. Hlavní změnou bylo snížení zdvihového objemu z 3 000 na max. 2 000 cm³, dále byla snížena hmotnost na minimálně 650 kg, minimální šířka karoserie byla 80 cm a záď vozu nesměla přečnívat více než 150 cm za střed zadních kol. Hmotnost jezdce a jeho mechanika musela být minimálně 120 kg. Opravy a doplňování vozu během závodu a veškeré práce v boxech byly omezeny na jezdce a jednoho mechanika. Pro tuto specifikaci byl speciálně navržen Fiat 804 s motorem Fiat 404.

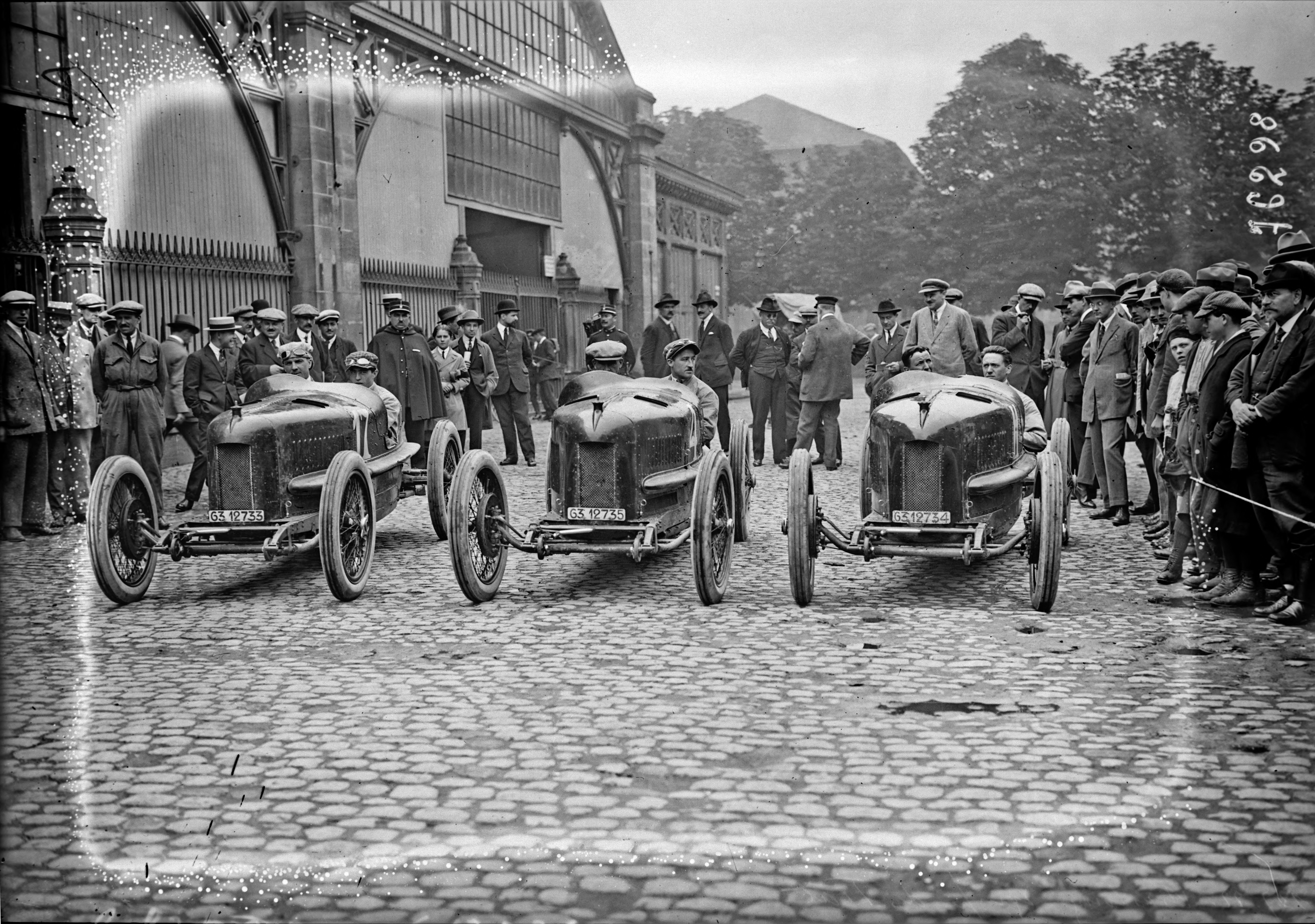
Team Fiat při Grand Prix Francie 1922; Pietro Bordino st. č. 11, Felice Nazzaro (st. č. 4) a Biagio Nazzaro (st. č. 17)

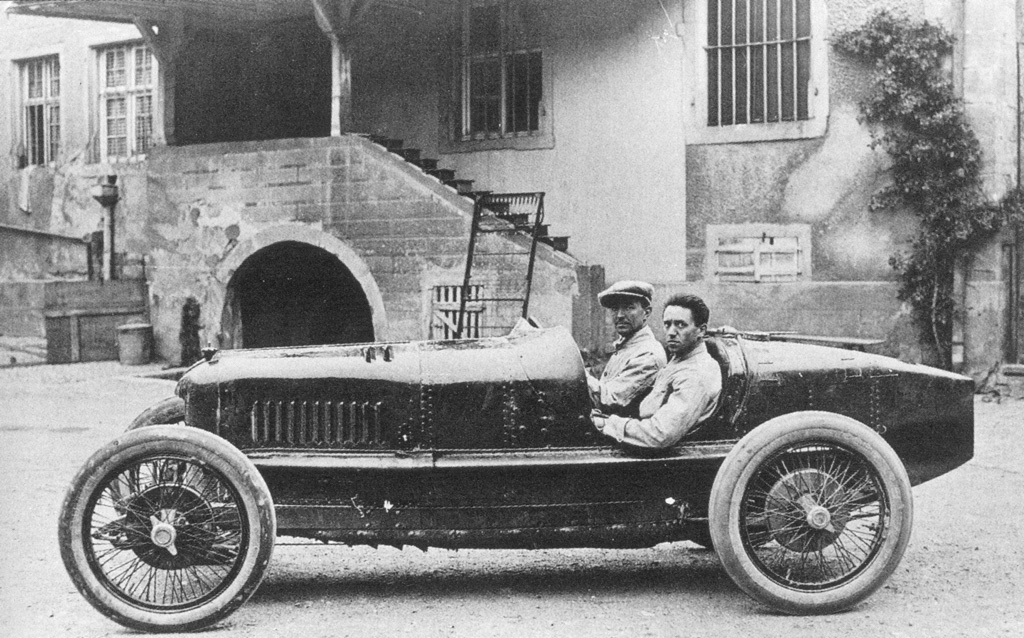
VC Francie 1922 - Pietro Bordino (Fiat 804)

## Popis vozu
Většina komponentů a detailů podvozku byla použita od dřívějšího 3-litrového vozu (Fiat 802), který krátce závodil v roce 1921. Fiat se rozhodl pro rok 1922 navrhnout modifikované auto při zachování některých prvků a komponentů z předchozího typu Fiat 802. Modifikace hlavně spočívala v odebrání 2 válců (původní byl osmiválec) a ve snížení zdvihu na 100 mm. Auto v této úpravě dosahovalo maximální rychlosti 170 km/h, což byla pozoruhodná hodnota vzhledem k relativně nízké hodnotě výkonu (70,1 kW/94 k). Zdvihový objem řadového šestiválcového motoru při vrtání 65 mm a zdvihu 100 mm činil 1991 cm³. Pohotovostní hmotnost činila 660 kg, tedy jen o 10 kg více než byla předepsána minimální hodnota. 
Motor (Type 404 Inline-6) měl rozvod 2x OHC (DOHC), zapalování magnetem a karburátor Fiat. Místo obvyklých 4 ventilů na válec FIAT navrhl návrat ke 2 ventilům na válec v úhlu 96°, což bylo zjevně dostatečně efektivní uspořádání pro použití kompresoru, který FIAT použil až později. Blok motoru byl ocelový s navařenou hlavou, s kanály a s vodním pláštěm, sesazený ze dvou dílů po třech válcích. Kliková hřídel byla z jednoho kusu s protizávažími. Kliková hřídel a ojnice byly uloženy na dělených válečkových ložiscích. Písty byly z hliníkové slitiny s ocelovou vložkou. Zpočátku byl vybaven kompresorem typu Wittig, později nahrazen kompresorem typu Roots.
Podvozek měl obě nápravy tuhé. Pérování zajišťovaly vpředu i vzadu poloeliptické listové pružiny a třecí tlumiče Hartford. Mechanické brzdy byly bubnové, vpředu i vzadu s pedálovým servořízením (hydraulickým posilovačem) a zadní navíc se samostatným ručním pákovým ovládáním. Hliníkové brzdové bubny měly litinovou vložku. Konstruktérem vozu byl Giulio Cesare Cappa.
Výkon motoru způsobil vzhledem ke skromným technickým znalostem, že vůz byl na dráze velmi nestabilní. Za něco přes rok tři jezdci Fiatu v závodech zahynuli: Biagio Nazzaro, Evasio Lampiano a Enrico Giaccone. Pro rok 1923 Fiat provedl na motoru zásadní úpravy (Fiat 805). Tím zvýšil jeho výkon motoru Fiat 405 až na 98 kW/130 k. To pochopitelně zvýšilo možnost dalších úspěchů v závodech Grand Prix v roce 1923. Fiat znovu vládl Grand Prix v roce 1923. Přitom byl Fiat také první značkou, která vyhrála závod Grand Prix s motorem používajícím kompresor. Následující rok, v roce 1924, Fiat se už nezúčastňoval závodů Grand Prix. Jeho úspěchy s Fiatem 804 však ovlivnily stavbu dalších vozů Grand Prix pro rok 1924, obzvláště Sunbeam a Alfa Romeo P2.

## Sportovní úspěchy
Během dvou hlavních událostí Grand Prix (závody vypsané pro 2-litrové formule), kterých se Fiat 804 zúčastnil a které se konaly v této sezóně 1922, ukázal Fiat 804 svou nadřazenost. Závody mezinárodní 2-litrové formule Grand Prix pořádaly pouze národní kluby Francie a Itálie.

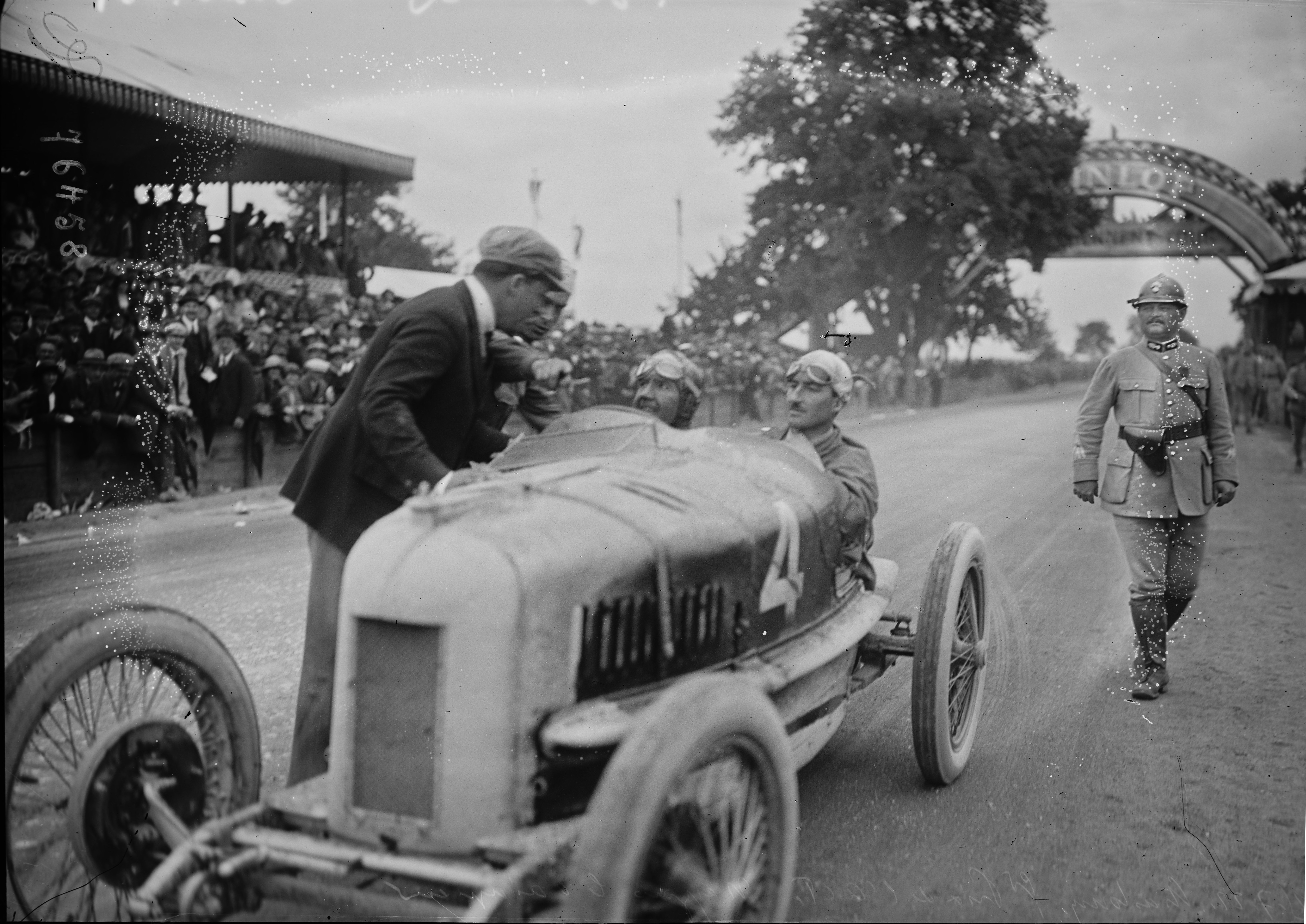
Felice Nazzaro při Grand Prix Francie (1922)

Prvním startem byla účast 3 vozů Fiat 804 ve Velké ceně Francie (Štrasburk, 60 kol/802,8 km, Grand Prix de l'Automobile club de France). Na start se v sobotu 15. července ve Fiatech 804 postavili veterán Felice Nazzaro, Pietro Bordino a Biagio Nazzaro (všichni z Itálie). Podle Národních listů byla taktika Fiatu stanovena tak, že Felice Nazzaro pojede co nejvíce vpředu a další členové týmu Bordino a Biagio Nazzaro ho nesmí předjet, nýbrž měli se řídit jeho tempem. Kdyby však někdo Felice Nazzara předjel, měli oba jezdci týmu nasadit ostré tempo, při němž je naděje, že konkurenční vůz nevydrží. V závodě startovalo 18 jezdců, seřazeni na startovním roštu podle startovních čísel. První dvě kola vedl Felice Nazzaro s Cerignanem (Fiat, st. č. 4) a druhý byl Friederich s Rohfritschem (Bugatti Type 30, st. č. 5). Bordino s Brunem (Fiat) byl první od čtvrtého do 14. kola, když odstoupilo šest vozů. Nazzaro vedl další dvě kola a Bordino od 17. do 29. kola, když v závodě zbývalo jen deset vozů. Nazzaro byl první od 30. do 32. kola a Bordino od 33. do 49. kola, přičemž v boji zbývalo jen šest vozů. Felice Nazzaro se v 50. kole ujal vedení a vyhrál závod za 6:17:17,0 h v průměrné rychlosti 127,7 km/h o téměř hodinu před Španělem Pierrem de Vizcayavou (spolujezdec Étienne) a o více než hodinu a půl před Francouzem Pierrem Marcem (spolujezdec Berger) na Bugatti T 30. Do cíle dojely jen tři posádky. Nejrychlejší kolo zajel Pietro Bordino (Fiat 804) v 52. kole za 5:43 min, což znamenalo průměrnou rychlost 140,4 km/h. Bordino však odpadl 2 kola před cílem (58. kolo) pro havárii. V 51. kole závodu smrtelně havaroval Biagio Nazarro, synovec vítěze. Biagiu Nazzarovi se asi půl míle od vlásenky v Entzheimu v rychlosti kolem 140 km/h utrhlo zadní kolo. Auto se dostalo do vývrtky a narazilo do stromu. Jezdec i mechanik Felice Germano byli vážně zraněni a převezeni do štrasburské nemocnice, kde Biagio Nazzaro krátce po příjezdu zemřel. Spolujezdec Germano utrpěl lehké zranění. Felice Nazzaro se o Biagiově nehodě dozvěděl až poté, co vyhrál Grand Prix několik kol po havárii.

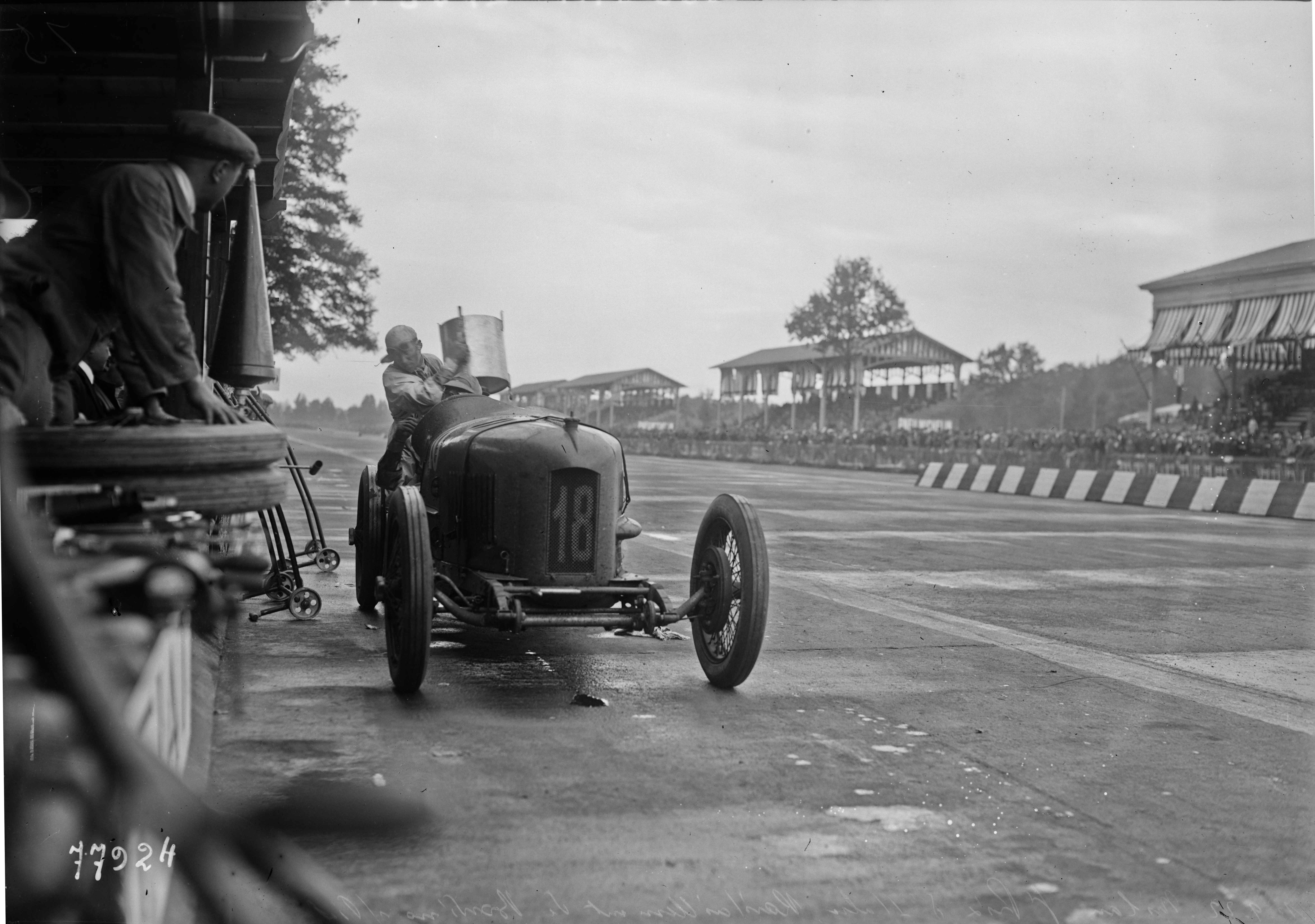
Pietro Bordino při doplňování paliva při italské Grand Prix (1922)

Po Velké ceně Francie se soustředil zájem celého automobilového světa k závodu o Velkou cenu Itálie, pořádaném v Monze u Milána ve dnech 3. až 10. září 1922. Nový okruh v Monze byl slavnostně otevřen ve čtvrtek 31. srpna. Tento podnik měl být vlastně rozšířenou reprízou té nejvýznačnější události automobilistické, jakou je Grand Prix de France. Zájem nejširších vrstev byl zvyšován ještě tou okolností, že francouzskému průmyslu se skýtala možnost oplatit porážku, kterou ve Štrasburku od Fiata utržil, jakož i tím, že poprvé od skončení války se měly střetnout průmysl dohodový, reprezentovaný Francií (Talbot/Darracq, Bugatti, Rolland-Pilain, Ballot a Delage), Itálií (Diatto, Fiat, Bianchi) a Anglií (Sunbeam), s průmyslem německým (Benz, Heim, Mercedes) a rakouským (Austro-Daimler) ve velkém závodě. Závod byl uspořádán byl na nové, velkolepé závodní dráze, vybudované nákladem 11 milionů lir v bývalém královském parku Monza nedaleko Milána. Autodrom umožňoval docíleni rychlosti až 180 km/hod. Hlavní závod se uskutečnil 10. září 1922.
Původně bylo přihlášeno 39 závodních vozů, což slibovalo skvělou akci. Stalo se to ale úplně jinak, než se čekalo, na startu se objevily pouze 3 vozy Fiat, 2 Diatto, 1 Bugatti a 2 Heim. Vítězství tak měl od začátku nejrychlejší Fiat 804 v kapse. Německé vozy Benz a Mercedes nemohly být dokončeny včas kvůli 3-měsíční stávce kovodělníků v Německu. Anglický Sunbeam se v Monze ani neobjevil a Ital Bianchi svoji účast stáhl. Ráno v den závodu se Ettore Bugatti rozhodl nestartovat, protože nabyl dojmu, že nový okruh v Monze je příliš nebezpečný a neměl pro závod k dispozici správné pneumatiky. Komisaři odložili start o půl hodiny s tím, že Fiat zapůjčil kola a pneumatiky Bugatti. De Vizczya (Bugatti Type 30) odstartoval do závodu, aniž by byl a auto připraveny na závod. De Vizczya neměl totiž ani závodní overal (pouze pláštěnku). V samotném, deštivém závodě na 80 kol na okruhu dlouhém 10 km (800 km) zvítězil Pietro Bordino v čase 5:45:13 h před Felicem Nazzarem (oba Fiat). Na třetím místě dojel Pierre de Vizcaya na Bugatti. Nejrychlejší kolo zajel Pietro Bordino (Fiat) v 51. kole za 4:05 min při rychlosti 146,9 km/h. Vítězný Bordino dosáhl průměrné rychlosti 139,9 km/h.
Felice Nazzaro vyhrál Velkou cenu Francie ve Štrasburku a skončil druhý na Velké ceně Itálie v Monze. Stal se tak nejúspěšnějším jezdcem roku 1922.
| Rok  | Závod              | Umístění | Jezdec         | Tým  | Vůz      |
| ---- | ------------------ | -------- | -------------- | ---- | -------- |
| 1922 | Grand Prix Francie | 1.       | Felice Nazzaro | Fiat | Fiat 804 |
| 1922 | Grand Prix Itálie  | 1.       | Pietro Bordino | Fiat | Fiat 804 |
| 1922 | Grand Prix Itálie  | 2.       | Felice Nazzaro | Fiat | Fiat 804 |